# Angolansk portugisiska
Angolansk portugisiska talas i Angola och är det officiella språket. Det används av 60% an invånarna och är första språk för 20%. När portugiserna anlände till Angola på 1500-talet infördes kristendomen och de folk som portugiserna kom i kontakt med tvingades lära sig portugisiska.

## Ordval
Angolansk portugisiska har i stort sett samma vokabulär som portugisiska i Portugal och Brasilien. Uttalet är mer likt europeisk portugisiska av historiska skäl, men är påverkat av lokala språks fonologi. Det finns också inslag av fornportugisiska och lokal påverkan av de olika inhemska språken.
| Angola        | Portugal                              | Brasilien                    | Översättning       |
| ------------- | ------------------------------------- | ---------------------------- | ------------------ |
| anhara, chana | savana                                | savana                       | savann             |
| bazar         | ir embora, bazar (slang)              | ir embora, vazar (slang)     | ge dig iväg, stick |
| cacimba       | poço                                  | cacimba, poço                | Källa, brunn       |
| chuinga       | pastilha elástica, chiclete           | chiclete                     | tuggummi           |
| farra         | festa, farra                          | festa, farra                 | fest, party        |
| garina        | rapariga, miúda, garina, gaja (slang) | garota, guria (in the south) | tjej               |
| jinguba       | amendoim                              | amendoim                     | jordnöt            |
| bunda         | nádegas, rabo, cu (slang)             | nádegas, bunda, rabo (slang) | stjärt, bak        |
| machimbombo   | autocarro                             | ônibus                       | buss               |
| muceque       | bairro da lata                        | favela                       | slumkvarter        |